# Guberevci
Guberevci (en serbe cyrillique : Губеревци) est un village de Serbie situé dans la municipalité de Lučani, district de Moravica. Au recensement de 2011, il comptait 616 habitants.

## Démographie

### Évolution historique de la population
| 1948  | 1953  | 1961  | 1971  | 1981  | 1991 | 2002 | 2011 |
| ----- | ----- | ----- | ----- | ----- | ---- | ---- | ---- |
| 1 619 | 1 670 | 1 597 | 1 437 | 1 234 | 979  | 804  | 616  |

|  |